# Fistola ano-rettale
La fistola ano-rettale o, più comunemente, fistola anale è una comunicazione anormale cronica tra la superficie epitelizzata del canale anale e la pelle perianale. Una fistola anale può essere descritta come un tunnel stretto con la sua apertura interna nel canale anale e la sua apertura esterna nella pelle vicino all'ano. Le fistole anali si verificano comunemente nelle persone con una storia di ascessi anali. Possono formarsi quando gli ascessi anali non guariscono correttamente.
Le fistole anali provengono dalle ghiandole anali, che si trovano tra lo sfintere anale interno ed esterno e che sboccano nel canale anale. Se l'uscita di queste ghiandole si blocca, può formarsi un ascesso che può eventualmente estendersi alla superficie della pelle. Il tratto formato da questo processo è una fistola.
Gli ascessi possono ripresentarsi se la fistola si chiude, consentendo l'accumulo di pus. Può quindi estendersi di nuovo alla superficie, ripetendo il processo.
Le fistole anali di per sé in genere non provocano danni, ma possono essere molto dolorose e possono essere irritanti a causa del drenaggio del pus (è anche possibile che le feci passino attraverso la fistola). Inoltre, gli ascessi ricorrenti possono portare a una significativa morbilità a breve termine dal dolore e, soprattutto, creare un punto di partenza per un'infezione sistemica.
Il trattamento, sotto forma di chirurgia, è considerato essenziale per consentire il drenaggio e prevenire l'infezione. La riparazione della fistola stessa è considerata una procedura elettiva per cui molti pazienti optano a causa del disagio e degli inconvenienti associati a una fistola attivamente drenante.

## Epidemiologia

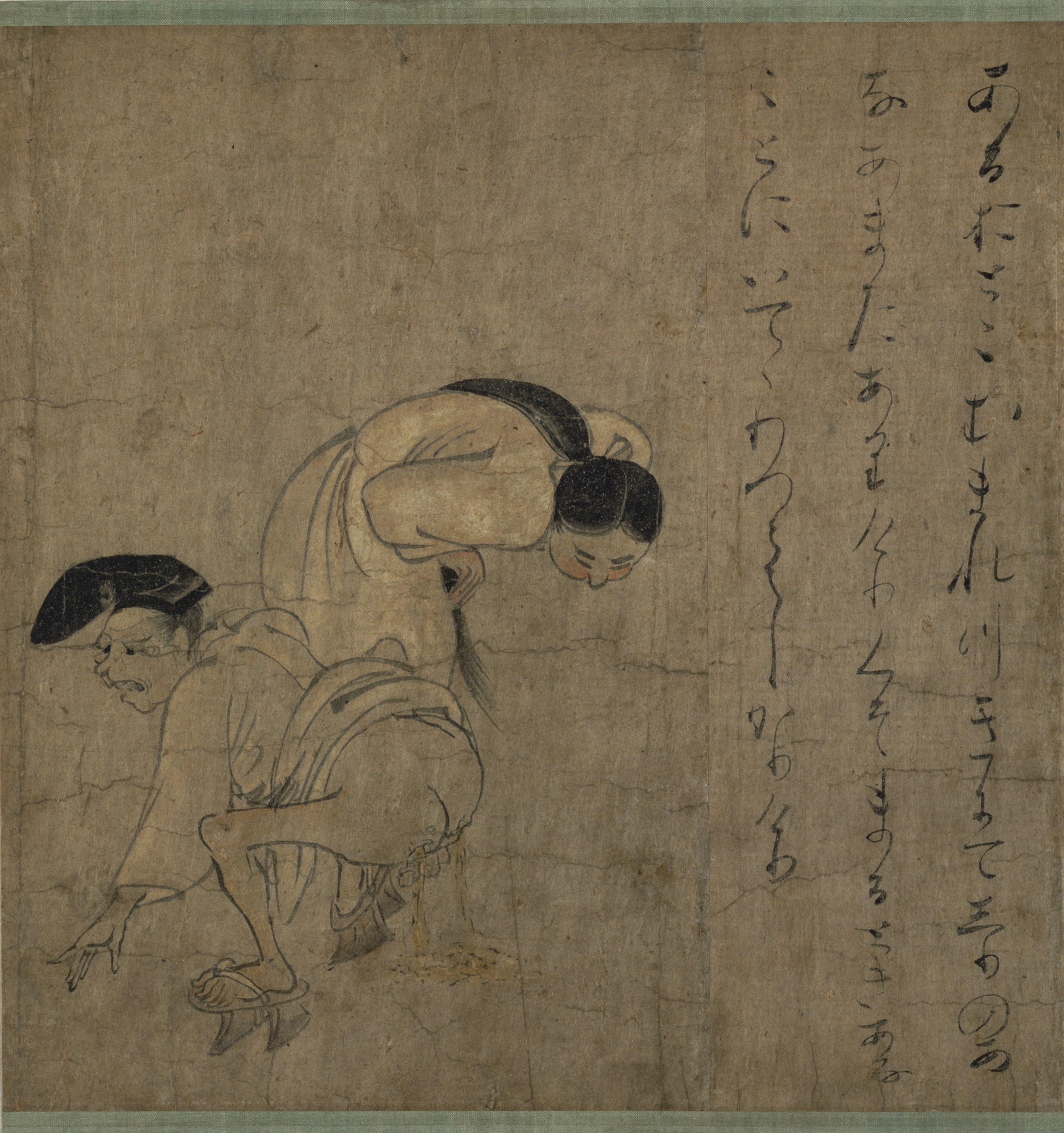
"Uomo con fistola anale", tardo XII secolo.

Una revisione della letteratura pubblicata nel 2018 ha mostrato un'incidenza fino a 21 persone su 100 000 "Le fistole anali sono 2-6 volte più prevalenti nei maschi rispetto alle femmine, con la condizione che si verifica più frequentemente nei pazienti di 30 e 40 anni."

## Clinica

### Segni e sintomi
Le fistole anali possono presentare i seguenti sintomi:
- macerazione cutanea
- scarico di pus, fluido sieroso e/o (raramente) di feci - può essere sanguinante o purulento
- prurito anale
- a seconda della presenza e della gravità dell'infezione:
  - dolore
  - gonfiore
  - tenerezza
  - dolenzia
  - odore sgradevole
- secrezione densa, che mantiene l'area umida

### Diagnostica

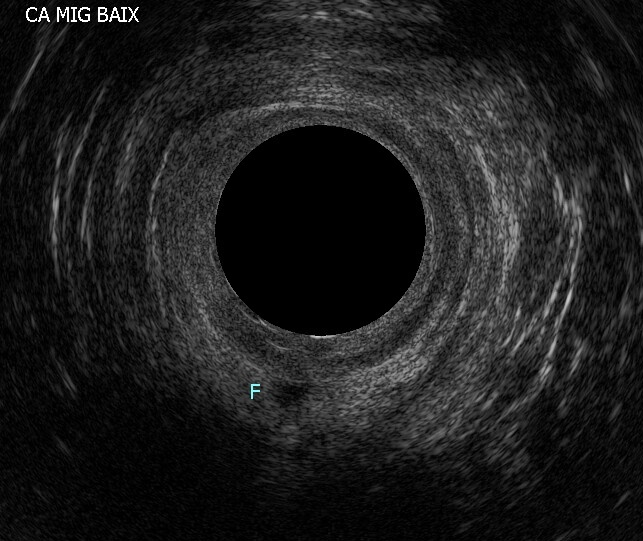
Fistola intersfinterica nel canale anale inferiore. Immagine ecografica in cui la fistola è etichettata con una lettera F.

La diagnosi viene effettuata mediante esame obiettivo. Si può osservare l'apertura della fistola sulla pelle, l'area può essere dolorosa o arrosata, può essere vista una secrezione o palpata una zona indurita da flogosi cronica.
L'esame può essere un'anoscopia; la fistola può essere esplorata usando una sonda per fistola; in questo modo, potrebbe essere possibile trovare entrambe le aperture.
La diagnosi può essere aiutata eseguendo un fistulogramma, una proctoscopia e/o una sigmoidoscopia.
Altre condizioni in cui possono apparire "buchi" perianali infetti, o aperture, includono la cisti pilonidale.

### Classificazioni

#### Per gradi
- Classificazione di Park: ideata da Parks et al. nel Regno Unito[6] nel 1976, prima che fosse disponibile la risonanza magnetica o l'ecografia endoanale. Classificava la fistola in quattro gradi.
- Classificazione dell'ospedale della St James University: ideata da Morris et al. nel 2000.[7] Questa classificazione è stata migliorata rispetto alla classificazione Parks in quanto basata su studi di risonanza magnetica. Ha classificato la fistola in cinque gradi.
- Classificazione Garg: ideata da Pankaj Garg nel 2017.[8] Questa classificazione è un miglioramento sia rispetto alla classificazione di Parks sia della St James University. Si basa su studi di risonanza magnetica e risultati operativi in 440 pazienti. Ha classificato la fistola in cinque gradi. I gradi di questa classificazione si correlano abbastanza bene con la gravità della malattia. I gradi I e II sono fistole più semplici e possono essere gestite tramite fistulotomia, mentre i gradi III-V sono fistole complesse in cui la fistulotomia non dovrebbe essere eseguita. Dovrebbero essere gestiti da operatori specializzati in fistole. A differenza della classificazione dell'ospedale Park e della St James University, questa correlazione è abbastanza accurata con la classificazione di Garg. Pertanto questa nuova classificazione è utile sia per i chirurghi che per i radiologi.

#### Anatomica

Classificazione anatomica delle fistole anali

A seconda della loro relazione con i muscoli dello sfintere interno ed esterno, le fistole sono classificate in cinque tipi:
- Le fistole extrasfinteriche iniziano nel retto o nel colon sigmoideo e procedono verso il basso, attraverso il muscolo elevatore dell'ano e si aprono nella pelle circostante l'ano. Si noti che questo tipo non deriva dalla linea dentata (dove si trovano le ghiandole anali). Cause di questo tipo potrebbero provenire da un'origine rettale, pelvica o al di sopra dell'elevatore, di solito secondaria alla malattia di Crohn o a un processo infiammatorio come ascessi appendicolari o diverticolari.[3][9][10]
- Le fistole sovrasfinteriche iniziano tra i muscoli dello sfintere interno ed esterno, si estendono sopra e attraversano il muscolo puborettale, procedono verso il basso tra i muscoli puborettale ed elevatore e si aprono a circa 2–3 cm o più di distanza dall'ano.
- Le fistole transfinteriche iniziano tra i muscoli dello sfintere interno ed esterno o dietro l'ano, attraversano il muscolo dello sfintere esterno e si aprono a 2–3 cm o più di distanza dall'ano. Possono assumere una forma a "U" e formare più aperture esterne. Questa è talvolta definita una "fistola a ferro di cavallo".[2]
- Le fistole intersfinteriche iniziano tra i muscoli dello sfintere interno ed esterno, passano attraverso il muscolo dello sfintere interno e si aprono molto vicino all'ano.
- Le fistole sottomucose passano superficialmente sotto la sottomucosa e non attraversano nessuno dei muscoli dello sfintere.

## Trattamento
Esistono diverse fasi per il trattamento di una fistola anale.
Il trattamento definitivo di una fistola mira a bloccare le recidive. Il tipo di trattamento dipende dalla localizzazione della fistola e quali parti degli sfinteri anali interni ed esterni sono attraversate.
Alcune persone possono sviluppare un'infezione attiva quando si presentano con una fistola, e questa richiede di essere risolta prima di poter decidere il trattamento definitivo. Gli antibiotici possono essere usati come con altre infezioni, ma il modo migliore per curare l'infezione è prevenire l'accumulo di pus nella fistola, che porta alla formazione di ascessi. Questo può essere fatto con un setone.